# Ignasi Miquel Pons
Ignasi Miquel Pons (Corbera de Llobregat, Baix Llobregat, 28 de setembre de 1992) és un futbolista professional català que juga com a defensa central, actualment al CD Leganés.

## Trajectòria
Ignasi Miquel va començar la seva carrera esportiva a l'Espanyol, passant posteriorment al FC Barcelona i cinc anys més tard a la Unió Esportiva Cornellà. Va debutar en partit oficial amb el primer equip de l'Arsenal FC, el 20 de febrer de 2011, en partit de FA Cup davant el Leyton Orient. El 6 de desembre de 2011, debuta en la Champions League davant l'Olympiacos FC.
La temporada 2013/14 és cedit al Leicester City FC, amb el qual disputa set partits. Per a la temporada següent 2014/15, rescindeix el seu contracte amb l'Arsenal i fitxa pel Norwich City.

### Ponferradina / Lugo
El 30 de juliol de 2015 i després de no disputar cap partit amb el conjunt de Norfolk, rescindeix amb el Norwich City per signar per dues temporades amb la SD Ponferradina de la Segona divisió on es va fer titular com a defensa central. Després del descens de la Ponferradina, el juliol de 2016 el Club Deportivo Lugo va arribar a un acord amb ell perquè hi jugui dues temporades.

### Màlaga
El 7 de desembre de 2017 el Màlaga CF va oficialitzar el seu fitxatge, amb un contracte pel que restava de temporada i tres més. Miquel ocuparia la fitxa que havia deixat lliure Juan Carlos Pérez "Juankar", baixa per una lesió de llarga durada.
Miquel va debutar amb el Màlaga jugant tot el partit en una derrota per 1–0 contra el Deportivo Alavés el 22 de desembre de 2017. Va jugar regularment pel club durant el que quedava de la temporada, que va finalitzar amb el descens de l'equip.

### Getafe
El 4 d'agost de 2018, Miquel signà contracte per quatre anys amb el Getafe CF de primera divisió.

#### Cessió al Girona
El 13 d'agost de 2019, després que hagués jugat poc, Miquel fou cedit al Girona FC de segona divisió, per un any. Hi va disputar 24 partits oficials, en una temporada en què el club va fallar per poc en assolir els play-offs d'ascens.

#### Cessió al Leganés
El 16 de setembre de 2020, Miquel fou cedit al CD Leganés, de segona divisió, per un any.

#### Cessió al Huesca
El 31 d'agost de 2021, Miquel va anar cedit a la SD Huesca també de segona divisió, cedit per un any.

### Granada
El 26 de juliol de 2022, Miquel va signar contracte per tres anys amb el Granada CF, acabat de descendir a segona.

## Internacional
Ha estat internacional amb les categories inferiors de la selecció espanyola des de 2008, ha disputat 2 partits amb la selecció sub-17, 9 amb la selecció sub-19, amb la qual es va proclamar campió d'Europa el 2011 i una convocatòria amb la selecció sub-21.